# Sociedad de Gestión de Productores Fonográficos del Paraguay
Die Sociedad de Gestión de Productores Fonográficos del Paraguay, kurz SGP, ist ein paraguayischer Verein, der als Verwertungsgesellschaft die Interessen der Musikindustrie des Landes vertritt.
Der Verein ist angeschlossene Gesellschaft der International Federation of the Phonographic Industry (IFPI) und vergibt den für den Land gültigen International Standard Recording Code (ISRC). SGP veröffentlicht Airplay- und Streamingcharts und vergibt Musikauszeichnungen.

## Verleihungsgrenzen der Tonträgerauszeichnungen
Gold- und Platin-Auszeichnungen werden ausschließlich für Albenveröffentlichungen vergeben. Die Verleihungsgrenzen gelten für sowohl nationales als auch internationales Repertoire.
| Gold      | 5.000  | 7.500  |
| Platin    | 10.000 | 15.000 |
| 2× Platin | 20.000 | 30.000 |
| …         |        |        |